# 宇治大納言物語
『宇治大納言物語』（うじだいなごんものがたり）は平安時代の説話集。11世紀成立とされる。編者は『宇治拾遺物語』序によれば源隆国とされる。『今昔物語集』『古本説話集』のもとになった説話集であると推定されているが、現存しない。
また、室町時代から江戸時代にかけて、『今昔物語集』『宇治拾遺物語』と混同されたため、近世の写本において、『宇治大納言物語』の名を冠す書も多い。

## 名称
名称は様々で、『中外抄』には「大納言物語」、七巻本『宝物集』には「宇治大納言隆国ノ物語」、『古今著聞集』序には「宇県亜相物語」とある。「宇県」は宇治をさし、「亜相」は大納言の唐語であるため、この名はそのまま「宇治大納言物語」を指す。

## 内容
現存しないため、内容の詳細は不明である。『宇治拾遺物語』序文によると、インド（天竺）、中国（震旦）、日本の三国にわたる様々な種類の説話を含み、十四帖（十五帖とも）から成るものであったといわれている。
一方、『七大寺巡礼私記』『中外抄』『異本紫明抄』などの諸書に見える注記や逸文によると、その説話は仏教・世俗の両方にわたり、霊験譚・奇瑞譚・効験譚や、世俗和歌説話などが存在したと推測されている。また、単一説話の集成による雑纂形式ではなかったかともされている。

## 影響
「宇治大納言物語」という名称は、後世、説話集の汎称としてもちいられ、後世説話文学への影響は非常に大きい。『今昔物語集』『古本説話集』『宇治拾遺物語』などの、平安初期から鎌倉末期にかけて成立した一連の説話集の有力な母胎となったと考えられる。